# Penton Hook Island
Penton Hook Island ist eine überwiegend bewaldete frühere Halbinsel, die seit 1815 in drei Inseln geteilt wurde, in der Themse, England. Die Insel liegt flussaufwärts des Chertsey Lock und ist mit Wehren und dem Penton Hook Lock verbunden.

## Geographie
Die Insel ist im südlichsten Teil der Pfarrei von Staines-upon-Thames. Da die Insel sehr tief gelegen ist und im Winter regelmäßig überflutet wird, ist sie für Besiedlung nicht interessant gewesen. Sie ist jetzt auch als Teil des Metropolitan Green Belt besonderen Vorschriften für Bauvorhaben unterworfen.
Die unbewohnte Insel ist in öffentlichem Besitz und stark bewaldet. Sie ist ein Erholungs- und Naturschutzgebiet. Im Westen der Insel wurde eine Flachwasserzone angelegt, die als Zuflucht für Fische bei hohem Wasserstand und starker Strömung dient. 1999 wurde auch ein Laichbereich angelegt.
Der Wasserstand des Flusses kann über eine Reihe von Wehren kontrolliert werden.

## Geschichte
Die Insel entstand als Penton Hook Lock 1815 gebaut wurde. Dieser Bereich des Flusses war aber schon lange vorher von Wehren reguliert, um die Fischerei und die Schifffahrt zu verbessern.
Die Mönche von Chertsey Abbey verstanden es, den Bogen des Flusses zu nutzen, um den Abbey River, ihren Mühlkanal anzulegen, der gegenüber dem südlichen Ende der Insel von der Themse abzweigt. Dadurch entstanden Wiesen, die auch das Interesse der Westminster Abbey weckten, die in unmittelbarer Nähe eine Siedlung errichtete. Das Weideland wurde jedoch 1278 Chertsey zugesprochen.